# Jason Stoltenberg
Jason Stoltenberg (Melbourne, 4 april 1970) is een voormalig tennisprof uit Australië die tussen 1987 en 2001 op de ATP-tour actief was.
Bij de junioren won Stoltenberg in 1987 de Australian Open in het enkelspel en in het dubbelspel was hij met partner Todd Woodbridge winnaar van de Australian Open (1987, 1988),Roland Garros (1988) en de US Open (1987, 1988).
Als professional won Stoltenberg in zijn carrière vier ATP-toernooien in het enkelspel en vijf ATP-toernooien in het dubbelspel.

## Palmares

#### Enkelspel
| Legenda                       | Legenda               |
| ----------------------------- | --------------------- |
| Grand Slam                    |                       |
| Olympische Spelen             |                       |
| tot 2009                      | vanaf 2009            |
| Tennis Masters Cup            | ATP Finals            |
| ATP Masters Series            | ATP Tour Masters 1000 |
| ATP International Series Gold | ATP Tour 500          |
| ATP International Series      | ATP Tour 250          |

| Nr.              | Datum            | Toernooi          | Ondergrond | Tegenstander in finale | Score               | Details |
| ---------------- | ---------------- | ----------------- | ---------- | ---------------------- | ------------------- | ------- |
| Gewonnen finales |                  |                   |            |                        |                     |         |
| 1.               | 21 juni 1993     | ATP Manchester    | Gras       | Wally Masur            | 6-1, 6-3            | Details |
| 2.               | 18 april 1994    | ATP Birmingham    | Gravel     | Gabriel Markus         | 6-3, 6-4            | Details |
| 3.               | 20 april 1996    | ATP Coral Springs | Gravel     | Chris Woodruff         | 7-6(4), 2-6, 7-5    | Details |
| 4.               | 12 mei 1997      | ATP Coral Springs | Gravel     | Jonas Björkman         | 6-0, 2-6, 7-5       | Details |
| Verloren finales |                  |                   |            |                        |                     |         |
| 1.               | 13 augustus 1989 | ATP Livingston    | Hartcourt  | Brad Gilbert           | 4-6, 4-6            | Details |
| 2.               | 24 juli 1994     | ATP Washington    | Hartcourt  | Stefan Edberg          | 4-6, 2-6            | Details |
| 3.               | 31 juli 1994     | ATP Toronto       | Hartcourt  | Andre Agassi           | 4-6, 4-6            | Details |
| 4.               | 4 mei 1997       | ATP Atlanta       | Gravel     | Marcelo Filippini      | 6-7(2), 4-6         | Details |
| 5.               | 11 januari 1998  | ATP Adelaide      | Hartcourt  | Lleyton Hewitt         | 6-3, 3-6, 6-7(4)    | Details |
| 6.               | 8 maart 1998     | ATP Scottsdale    | Hartcourt  | Andre Agassi           | 4-6, 6-7(3)         | Details |
| 7.               | 3 mei 1998       | ATP Atlanta       | Gravel     | Pete Sampras           | 7-6(2), 3-6, 6-7(4) | Details |
| 8.               | 16 januari 2000  | ATP Sydney        | Hartcourt  | Lleyton Hewitt         | 4-6, 0-6            | Details |
| 9.               | 16 april 2000    | ATP Atlanta       | Gravel     | Andrew Ilie            | 3-6, 5-7            | Details |

### Dubbelspel
| Nr.                           | Datum             | Toernooi          | Ondergrond | Partner         | Tegenstanders in finale       | Score         | Details |
| ----------------------------- | ----------------- | ----------------- | ---------- | --------------- | ----------------------------- | ------------- | ------- |
| Gewonnen finales heren dubbel |                   |                   |            |                 |                               |               |         |
| 1.                            | 6 mei 1990        | ATP Singapore     | Hartcourt  | Mark Kratzmann  | Brad Drewett Todd Woodbridge  | 6-1, 6-0      | Details |
| 2.                            | 24 juni 1990      | ATP Manchester    | Gras       | Mark Kratzmann  | Nick Brown Kelly Jones        | 6-3, 2-6, 6-4 | Details |
| 3.                            | 30 september 1990 | ATP Brisbane      | Hartcourt  | Todd Woodbridge | Brian Garrow Mark Woodforde   | 2-6, 6-4, 6-4 | Details |
| 4.                            | 10 februari 1991  | ATP San Francisco | Tapijt (i) | Wally Masur     | Ronnie Båthman Rikard Bergh   | 4-6, 7-6, 6-4 | Details |
| 5.                            | 17 januari 1993   | ATP Sydney        | Hartcourt  | Sandon Stolle   | Luke Jensen Murphy Jensen     | 6-3, 6-4      | Details |
| Verloren finales heren dubbel |                   |                   |            |                 |                               |               |         |
| 1.                            | 17 april 1988     | ATP Madrid        | Gravel     | Todd Woodbridge | Sergio Casal Emilio Sánchez   | 7-6, 6-7, 3-6 | Details |
| 2.                            | 22 april 1990     | ATP Seoel         | Hartcourt  | Todd Woodbridge | Grant Connell Glenn Michibata | 6-7, 4-6      | Details |
| 3.                            | 5 januari 1992    | ATP Adelaide      | Hartcourt  | Mark Kratzmann  | Goran Ivaniševic Marc Rosset  | 6-7, 6-7      | Details |
| 4.                            | 18 april 1993     | ATP Hongkong      | Hartccourt | Sandon Stolle   | David Wheaton Todd Woodbridge | 1-6, 3-6      | Details |
| 5.                            | 23 april 1995     | ATP Bermuda       | Gravel     | Brett Steven    | Grant Connell Todd Martin     | 6-7, 6-2, 5-7 | Details |
| 6.                            | 12 juli 1998      | ATP Newport       | Hartcourt  | Scott Draper    | Doug Flach Sandon Stolle      | 2-6, 6-4, 6-7 | Details |

## Prestatietabel
| Legenda | Legenda                          |
| ------- | -------------------------------- |
| g.t.    | geen toernooi gehouden           |
| l.c.    | lagere categorie                 |
| –       | niet deelgenomen                 |
| G       | uitgeschakeld in de groepsfase   |
| 1R      | uitgeschakeld in de eerste ronde |
| 2R      | uitgeschakeld in de tweede ronde |
| 3R      | uitgeschakeld in de derde ronde  |
| 4R      | uitgeschakeld in de vierde ronde |
| KF      | uitgeschakeld in de kwartfinale  |
| HF      | uitgeschakeld in de halve finale |
| F       | de finale verloren               |
| W       | het toernooi gewonnen            |
| w-v     | winst/verlies-balans             |

### Prestatietabel grand slam, enkelspel
| Toernooi        | 1987 | 1988 | 1989 | 1990 | 1991 | 1992 | 1993 | 1994 | 1995 | 1996 | 1997 | 1998 | 1999 | 2000 | 2001 |
| --------------- | ---- | ---- | ---- | ---- | ---- | ---- | ---- | ---- | ---- | ---- | ---- | ---- | ---- | ---- | ---- |
| Australian Open | 1R   | 4R   | 3R   | –    | 2R   | 1R   | 3R   | 2R   | 1R   | 1R   | –    | 2R   | 2R   | 1R   | 1R   |
| Roland Garros   | –    | –    | 1R   | 2R   | 2R   | 1R   | –    | 1R   | 1R   | 2R   | 2R   | 4R   | 2R   | 3R   | –    |
| Wimbledon       | –    | 2R   | 3R   | 2R   | 1R   | 1R   | 3R   | 3R   | 2R   | HF   | 3R   | 4R   | 1R   | 1R   | 2R   |
| US Open         | –    | 3R   | 1R   | 2R   | 2R   | –    | 1R   | 1R   | 3R   | 3R   | 1R   | 1R   | 1R   | 2R   | –    |

### Prestatietabel grand slam, dubbelspel
| Toernooi        | 1987 | 1988 | 1989 | 1990 | 1991 | 1992 | 1993 | 1994 | 1995 | 1996 | 1997 | 1998 | 1999 | 2000 | 2001 |
| --------------- | ---- | ---- | ---- | ---- | ---- | ---- | ---- | ---- | ---- | ---- | ---- | ---- | ---- | ---- | ---- |
| Australian Open | 1R   | 1R   | 1R   | –    | KF   | 2R   | 1R   | 1R   | –    | KF   | –    | 2R   | –    | –    | 2R   |
| Roland Garros   | –    | 3R   | –    | KF   | 1R   | 1R   | 1R   | –    | –    | 2R   | –    | –    | –    | –    | –    |
| Wimbledon       | –    | 1R   | –    | KF   | 1R   | 1R   | 1R   | –    | –    | 1R   | 1R   | –    | –    | –    | –    |
| US Open         | –    | 1R   | –    | 2R   | 1R   | –    | 1R   | –    | –    | –    | –    | –    | –    | –    | –    |